# 奇玻與幻獸的狂想紀元
《奇玻與幻獸的狂想紀元》是一部动画电视连续剧，由拉德福德·西克里斯特 (英語：Radford Sechrist)创作，比爾·沃爾科夫  (英語：Bill Wolkoff)开发，改编自西克里斯特2015年的网络漫画《奇玻》。该剧由美国梦工厂電視動畫公司制作，韩国Mir工作室制作动画。
这部青少年动画连续剧讲述了一个名叫奇玻·奧克的少女，她被迫逃离洞穴后寻找父亲，并且必须探索由变异动物统治的末日後地表世界才能找到他的故事。一路上，她与人类幸存者狼兒和班森以及变種戴夫和饅頭成为了朋友。
该系列因其设计、人物塑造、音乐、世界构建、配音和多样性而广受好评。该剧因对LGBT 群体和有色人种角色的刻画尤为引人注目。
该剧共三季，每季十集，于2020年播出。第1季于1月14日上映，第2季于6月12日上映，第3季于10月12日上映
该节目于2022年10月3日在英国Pop頻道首播。

## 故事大綱
2020年，動物突變為擬人動物，被稱為「變種」的生物。變種奮起反抗人類，迫使大多數人類生活在被稱為地穴的地下城市。在23世紀，洛杉磯已淪為後世界末日荒地，統稱為「Las Vistas」。
在第一季中，13歲的女孩奇玻·奧克(Kipo Oak) 與她的父親里奧(Lio)的地穴遭到一隻“巨型猴子”(一種巨大的變種蜘蛛猴)的攻擊，因此與父親失散。穿越「Las Vistas」，她結識了狼兒(一個冷酷無情的女孩，在她的養狼家庭背叛她後一直獨自一人生存)、樂觀的班森和他的昆蟲夥伴戴夫，以及變種豬饅頭。他們一起出發尋找奇玻居住的社群在原有地穴被摧毀後所逃往的地穴。在他們的冒險中，奇玻發現她擁有巨型美洲虎的DNA，並且可以改變她的身體。在五個旅程中，他們結識了許多變種盟友和敵人，包括暴君傷疤王，一個山魈變種，他打算用他的精神控制信息素征服人類，並迫使其他變種進入一個烏托邦帝國，而自己則將與一手建立的人類軍隊一起統治。
在第二季中，奇玻得知她的父母在她出生前對她進行了變種DNA實驗，將她變成了半人半美洲虎的混血兒，而她的母親頌(之前被認為已去世)實際上是破壞她地穴的超級巨型猴子。由於她懷孕的副作用，基因發生了變異，並被前任雇主艾米莉亞博士用傷疤王的費洛蒙進行了精神控制，現在則領導一個反對變種的抵抗組織。她還發現斯卡雷曼原本是一隻名叫雨果的普通山魈，被奇玻的父母變得有知覺，並秘密地把他當作兒子撫養長大，但在被迫拋棄他後，他開始憎恨他們。奇玻將頌從精神控制中解放出來，並擊敗了傷疤王，而艾米莉亞則密謀將變種變回正常動物。
在第三季中，奇玻創建了「人類變種終極友誼聯盟」(HMUFA)來對抗艾米莉亞，但同時努力讓人類和變種合作。艾米莉亞用奇玻的DNA創造了一種抗靜音療法，而正是透過這種療法，奇玻讓她的母親再次變成了人類。最終，奇玻成功地在變種與人類之間建立了和平，並在此過程中感化了傷疤王。艾米莉亞的計劃遭到挫敗，不願接受改變，她把自己變成了一個超級變種，想要殺死奇玻和她的朋友，但她在傷疤王的幫助下被擊敗，傷疤王則為了拯救奇玻而犧牲了自己。五年後，奇玻幸福地生活在地表，而人類和變種終於和諧共處。

## 角色
以下角色中文譯名以NETFLIX中文字幕版為主。
- 奇玻·奧克（由福原凱倫配音）－一個熱情而好奇的年輕女孩，正在尋找她的人民。在節目的後期，奇玻的父母給她注射了變種DNA，賦予了她巨大的紫色美洲虎的力量。
- 狼兒（由西德尼·米凱拉（英语：Sydney Mikayla）配音）－奇玻最好的朋友和養妹。一個堅強而年輕的地表世界倖存者，由變種狼撫養長大。她揮舞著由以色列金蠍的毒刺製成的長矛，她稱之為「跟蹤者」。
- 班森·梅克勒（由科伊·斯圖爾特（英语：Coy Stewart）配音）－一位頭腦冷靜、無憂無慮的地表倖存者，戴夫最好的朋友，也是最後一個“狂熱分子”，這個群體曾與戴夫的種族交戰了兩個世紀。
- 戴夫（由德翁·科爾（英语：Deon Cole）配音）－一個變種昆蟲人，也是班森最好的朋友，他不斷地從嬰兒到兒童、青少年、成人到老人蛻皮。在他的成年期到老年期之間，他短暫地呈現出一種極其強大的、類似超級賽亞人的形態，這種形態幾乎沒有壽命，是一個反覆出現的笑點。他是同類中的最後一個，是一種長相一模一樣的昆蟲，都同名戴夫，並與“狂熱分子”為爭奪冷卻風扇而發動持續兩個多世紀的戰爭。
- 饅頭（由迪·布莱德里·貝克（英语：Dee_Bradley_Baker）配音）－一隻青色變種豬，有四隻眼睛和六條腿，被奇玻收養，奇玻以她母親準備的一種食物為牠命名。
- 里歐·奧克（由斯特林·K·布朗配音）－奇玻的父親，一位科學家，也是地下社區的老師。他和頌最初為艾米莉亞博士工作，將變種變回正常動物，以便人類能夠收復地表。
- 雨果“傷疤王”·奧克（由丹·史蒂文斯配音）－一個精神錯亂、浮誇、渴望權力的山魈，也是奇玻的養兄。他試圖創造一個只有沉默的烏托邦，並用一支被奴役的人類軍隊統治拉斯維斯塔斯。根據人體實驗，他汗液中的費洛蒙可以控制靈長類的思想。
- 頌·奧克（由韓智英（英语：Jee Young Han）配音）－奇玻的母親和里歐的妻子，最初與他一起努力將變種恢復為正常動物，但後來他們改變了主意；人們認為她已經死亡，但後來發現她還活著。
- 艾米莉亞博士（Dr. Emilia）（由埃米·蘭德克爾配音）－一位冷酷無情、善於操縱、無情的人類科學家，想要結束變種的存在。

### 配角
摩登青蛙
- 傑馬克（Jamack）（由傑克·格林配音）－一隻時尚青蛙，在奇玻導致其被逐出族群後成為她的敵人，但後來化為盟友。
- 薩托里夫人（Mrs. Sartori）（格蕾·德莱尔配音）－摩登青蛙的領導者。
- 哈里斯和夸特（Harris and Kwat）（由伊恩·哈丁和格蕾·德莱尔配音）－一對摩登青蛙和傑馬克的前打手。

伐木貓
- 洋彥鐵掌貓（Yumyan Hammerpaw）（由史蒂夫·布魯姆配音）－伐木貓的老大。他的名字是對照荒誕故事人物保羅·班揚。
- 莫莉捲紗貓（Molly Yarnchopper）（由莉亞·德拉里亞（英语：Lea Delaria）配音）－一隻伐木貓和洋彥鐵掌貓的副手。
- 荷葉邊（Ruffles）（由馬特·洛配音）－一隻伐木貓。

牛頓狼
- 好比利恩斯（Good Billions）（由约翰·霍奇曼配音）－天文學家，牛頓狼的共同領袖。
- 壞比利恩斯（Bad Billions）（由GZA（英语：GZA）/蓋伊·洛克德配音）－天文學家，牛頓狼的共同領袖。

變音蛇
- 棉花（由格蕾·德莱尔配音）－來自仙人掌鎮的變音蛇搖滾領袖。
- 卡蜜兒（Camille）（由瓊·傑特和格蕾·德莱尔配音）－一條變音蛇。

嗡嗡轟炸鳥
- 易（由馬特·洛配音）－嗡嗡轟炸鳥的隊長。
- 砰砰（由阿兰娜·乌瓦奇配音）－嗡嗡轟炸鳥成員。

臭鼬摩托車隊
- 洛雷塔（Loretta）（由格蕾·德莱尔配音）－臭鼬摩托車隊的共同領導者。
- 輪圈（由阿兰娜·乌瓦奇配音）－臭鼬摩托車隊的共同領導者。

健身浣熊
- 標籤（由貝齊·索達羅（英语：Betsy Sodaro）配音）－一隻健身浣熊。
- 壓舌板（Tongue Depressor）（由大衛·內爾配音）－一隻健身浣熊。

其他變種
- 艾咪和布萊德（Amy and Brad）（由艾夫麗爾·科蒂和艾斯·吉布森配音）－一對管理著名為鼠樂園的遊樂園的老鼠。
- 艾達、佛拉貝和貝芙（Ida, Florabel, and Bev）（由凱貝絲、克里斯·安東尼·蘭斯頓和明迪·斯特林（英语：Mindy Sterling）配音）－“契福瑞姐妹”，是一個盲人、占卜的山羊三人組。
- 瑪格（由費思·格雷厄姆和維多利亞·格蕾絲配音）－狼兒的領養狼妹妹。
- 帕奇（由約翰·拉維爾（英语：John Lavelle (actor)）配音）－一位水獺戲劇音樂家。
- 賢洙（由雷蒙德·J·李配音）－一角鯨K-pop樂團的主唱。
- 傑勒（迪·布拉德利·貝克配音）－猩猩貴族。
- 拉謬（由格雷·格里芬配音）－眼鏡猴貴族。
- 塔德·穆赫蘭（Tad Mulholland）（由麥可-萊昂·伍利（英语：Michael-Leon Wooley）配音）－一群有知覺的緩步動物，他們將其他人困在夢境世界中。
- 嬉菌（由傑克·斯坦頓配音）－一個有感情的黴菌，有著孩子般的個性。

人類
- 朵格（由麗貝卡·侯賽因配音）－霍格迷戀舞蹈的女兒。
- 霍格（由杰夫·班奈特配音）－奇玻地下社群的成員，也是朵格的父親。
- 卓伊·桑多瓦爾（Troy Sandoval）（由朱利安·姚·焦耶洛（英语：Giullian Yao Gioiello）配音）－來自奇玻地下社區的男孩，班森的男朋友。
- 羅伯托·桑多瓦爾（Roberto Sandoval）（由安東尼奧·阿爾瓦雷斯配音）－卓伊的父親。
- 艾舍和黛麗雅·貝爾達克斯（Asher and Dahlia Berdacs）（由瑞凡·布徹（英语：River Butcher）和芙烈達·沃夫（英语：Fryda Wolff）配音）－來自奇玻地下社區的雙胞胎兄弟姐妹。亞瑟是非二元性別，而達莉亞是女性。[10]
- 莉莉和厄爾·貝爾達克斯（Lily and Earl Berdacs）（由凱·貝絲和卡洛斯·阿拉茲拉奎配音）－艾舍和黛麗雅的父母。
- 費爾本先生（Mr. Filburn）（由傑克·格林配音）－奇玻地下社區的成員。
- 讚恩和葛莉塔（Zane and Greta）（由卡洛斯·阿拉茲拉奎和安娜·沃西諾配音）－艾米莉亞博士的助手。

## 製作

### 發展
《奇玻與幻獸的狂想紀元》由雷德福·塞克里斯特創作，他曾是《DAN VS.》的故事板藝術家，後來又擔任《聖戰士：傳奇護衛》的導演。辭去動畫師工作後，塞克里斯特於2015年開始在Tumblr上發布網路漫畫《奇玻》。 這部根據網路漫畫改編的動畫系列於2019年6月在安錫國際動畫影展上首次公佈。塞克里斯特將這個系列比作《綠野仙蹤》，“但[奇玻]穿著的是Converse”，而不是紅寶石拖鞋”。
除了劇集主管塞克里斯特和執行製片人比爾·沃爾科夫之外，該劇還有五位編劇。他們分成兩個團隊，每個團隊由一名導演和三名美術師組成。該動畫由韓國的Mir工作室採用傳統動畫方法製作。夢工廠約有60人參與製作此劇，Mir工作室約有55人。

### LGBTQ刻畫
隨著Netflix的不斷發展，《奇玻與幻獸的狂想紀元》成為擴大代表性的著名例子。在1月10日播出的《奇玻》第一季中，班森直言自己是同性戀，並表示他只是以柏拉圖式的方式喜歡該劇的主角奇玻。在該劇季的第十集中，他還迷戀上了一個男性角色特洛伊。由於這些元素，有些人指出該劇的「隨意酷兒」成份。
該系列節目獲得了同志媒體獎傑出兒童和家庭節目提名。
2021年8月，西克里斯特告訴內幕公司，他和沃爾科夫意識到“媒體上並沒有經常出現同性戀者的標誌性超人或蜘蛛俠原型”，說同性戀者會成為惡棍或喜劇救濟，他們將班森作為節目的一部分，創造了歷史，成為第一個黑人同性戀主角和“第二個已知的動畫兒童角色”，除了《6teen》中的角色“識別在對話中他們自己是同性戀。

### 配樂
該系列的配樂 (包括幾首原創歌曲)由丹尼爾·羅哈斯 (電影作曲家)創作。 羅哈斯的任務是創作原創歌曲以及創作可以「無縫融合」在一起的配樂。他與編劇、製作人和音樂總監合作創作原創歌曲。儘管配樂主要以流行音樂為導向，但羅哈斯經常會挖掘不同的流派並將它們的元素融合在一起。包含的類型有嘻哈、陷阱音樂、民間、電子舞曲、搖滾和古典。該系列三季的原聲專輯由Back Lot Music於2020年1月13日以數位方式發行，2020年5月29日，以及2020年10月16日。

## 集數列表

### 系列概覽
| 季數 | 集数 | 集数 | 上線日期       | 上線日期       |
| ---- | ---- | ---- | -------------- | -------------- |
| 1    | 10   | 10   | 2020年1月14日  | 2020年1月14日  |
| 2    | 10   | 10   | 2020年6月12日  | 2020年6月12日  |
| 3    | 10   | 10   | 2020年10月12日 | 2020年10月12日 |

### 第一季（2020）
| 總集數 | 集數 （季） | 標題                                              | 導演                             | 編劇                         | 故事構思                                        | 上線日期      |
| ------ | ----------- | ------------------------------------------------- | -------------------------------- | ---------------------------- | ----------------------------------------------- | ------------- |
| 1      | 1           | 地城少女 Burrow Girl                              | 雷德福·塞克里斯特                | 比爾·沃爾科夫                | 詹姆斯·P·吉布森、雷德福·塞克里斯特及尹英基      | 2020年1月14日 |
| 2      | 2           | 爆炸莓果 Explosion Berries                        | 雷德福·塞克里斯特                | 比爾·沃爾科夫                | 詹姆斯·P·吉布森、雷德福·塞克里斯特及尹英基      | 2020年1月14日 |
| 3      | 3           | 貓們弄斧 Real Cats Wear Plaid                     | 蔡斯·康利                        | 比爾·沃爾科夫                | 雅各·V·伊頓、詹姆斯·P·吉布森及李班              | 2020年1月14日 |
| 4      | 4           | 仙人掌鎮 Cactus Town                              | 克里斯·科普蘭                    | 喬安娜·劉易斯及克里斯汀·松科 | 布里奇特·安德伍德、卡倫·惠特菲爾德及祖克        | 2020年1月14日 |
| 5      | 5           | 穿高領衫的天文學者 The Astronomers in Turtlenecks | 克里斯·科普蘭及布里奇特·安德伍德 | 克里斯多福·阿米克及班·梅克勒 | 馬克斯·勞森、卡倫·惠特菲爾德及祖克              | 2020年1月14日 |
| 6      | 6           | 鼠國 Ratland                                      | 蔡斯·康利                        | 比爾·沃爾科夫                | 雅各·V·伊頓、詹姆斯·P·吉布森及李班              | 2020年1月14日 |
| 7      | 7           | 穆荷蘭 Mulholland                                 | 蔡斯·康利                        | 泰勒·查普林·奧爾西           | 雅各·V·伊頓、詹姆斯·P·吉布森及李班              | 2020年1月14日 |
| 8      | 8           | 雙喙 Twin Beaks                                   | 克里斯·科普蘭                    | 喬安娜·劉易斯及克里斯汀·松科 | 亞當·盧卡斯、布里奇特·安德伍德及卡倫·惠特菲爾德 | 2020年1月14日 |
| 9      | 9           | 變種相食的世界 Mute-Eat-Mute World                | 蔡斯·康利                        | 克里斯多福·阿米克及班·梅克勒 | 雅各·V·伊頓、詹姆斯·P·吉布森及李班              | 2020年1月14日 |
| 10     | 10          | 越過狗山谷 Beyond the Valley of the Dogs          | 卡爾文·李及尹永基                | 比爾·沃爾科夫                | 李班、亞當·盧卡斯及布里奇特·安德伍德            | 2020年1月14日 |

### 第二季（2020）
| 總集數 | 集數 （季） | 標題                                              | 導演              | 編劇                                      | 故事構思                                                     | 上線日期      |
| ------ | ----------- | ------------------------------------------------- | ----------------- | ----------------------------------------- | ------------------------------------------------------------ | ------------- |
| 11     | 1           | 美洲虎之爪 Paw of the Jaguar                      | 蔡斯·康利         | 喬安娜·劉易斯及克里斯汀·松科              | 雅各·V·伊頓、詹姆斯·P·吉布森及李班                           | 2020年6月12日 |
| 12     | 2           | 山羊乳酪的預言 The Goat Cheese Prophecy           | 布里奇特·安德伍德 | 比爾·沃爾科夫                             | 亞斯明·庫達裡及宋肖恩                                        | 2020年6月12日 |
| 13     | 3           | 早午餐屯濱的歌謠 The Ballad of Brunchington Beach | 馬特·阿倫斯       | 克里斯多福·阿米克及班·梅克勒              | 史蒂夫·巴爾、佛羅倫特·拉格朗日及佩林·麥克萊恩                | 2020年6月12日 |
| 14     | 4           | 對決死亡跟蹤蠍 To Catch a Deathstalker            | 蔡斯·康利         | 泰勒·查普林·奧爾西                        | 詹姆斯·P·吉布森、李班及宋肖恩                                | 2020年6月12日 |
| 15     | 5           | 嬉菌 (上) Fun Gus Part One                        | 布里奇特·安德伍德 | 喬安娜·劉易斯及克里斯汀·松科              | 張德培、雅各·V·伊頓及亞斯明·庫達裡                           | 2020年6月12日 |
| 16     | 6           | 嬉菌 (下) Fun Gus Part Two                        | 馬特·阿倫斯       | 利奧·貝里斯、喬安娜·劉易斯及克里斯汀·松科 | 里卡多·柯蒂斯、佛羅倫特·拉格朗日、佩林·麥克萊恩及西瑪·維爾迪 | 2020年6月12日 |
| 17     | 7           | 班森與野獸 Benson and the Beast                   | 張德培            | 泰勒·查普林·奧爾西                        | 詹姆斯·P·吉布森、李班及宋肖恩                                | 2020年6月12日 |
| 18     | 8           | 同情山魈 Sympathy for the Mandrill                | 布里奇特·安德伍德 | 克里斯多福·阿米克及班·梅克勒              | 張德培、雅各·V·伊頓及亞斯明·庫達裡                           | 2020年6月12日 |
| 19     | 9           | 金玉其外 All That Glitters                        | 馬特·阿倫斯       | 喬安娜·劉易斯及克里斯汀·松科              | 佛羅倫特·拉格朗日、佩林·麥克萊恩及西瑪·維爾迪                | 2020年6月12日 |
| 20     | 10          | 火熱的英雄 Heroes on Fire                         | 張德培            | 比爾·沃爾科夫                             | 詹姆斯·P·吉布森、李班及宋肖恩                                | 2020年6月12日 |

### 第三季（2020）
| 總集數 | 集數 （季） | 標題                                   | 導演              | 編劇                         | 故事構思                                                     | 上線日期       |
| ------ | ----------- | -------------------------------------- | ----------------- | ---------------------------- | ------------------------------------------------------------ | -------------- |
| 21     | 1           | 巨型蟹鬥 Everything Is Crabs           | 布里奇特·安德伍德 | 比爾·沃爾科夫                | 雅各·V·伊頓、詹姆斯·P·吉布森及亞斯明·庫達里                  | 2020年10月12日 |
| 22     | 2           | 行動代號：奶昔 Code Word Milkshake     | 馬特·阿倫斯       | 利奧·貝里斯                  | 佛羅倫特·拉格朗日、佩林·麥克萊恩及西瑪·維爾迪                | 2020年10月12日 |
| 23     | 3           | 披著狼皮的狼 A Wolf in Wolf's Clothing | 張德培            | 克里斯多福·阿米克及班·梅克勒 | 雅各·V·伊頓、李班及宋肖恩                                    | 2020年10月12日 |
| 24     | 4           | 勿忘此貓 Don't You Forget a Meow Me    | 布里奇特·安德伍德 | 泰勒·查普林·奧爾西           | 雅各·V·伊頓、詹姆斯·P·吉布森、亞斯明·庫達里及賈姆·雷斯皮西奧 | 2020年10月12日 |
| 25     | 5           | 重混之頌 Song Remix                    | 馬特·阿倫斯       | 喬安娜·劉易斯及克里斯汀·松科 | 喬·詹帕帕、佩林·麥克萊恩、西瑪·維爾迪及史蒂夫·沃克           | 2020年10月12日 |
| 26     | 6           | 陷阱 It's a Trap                       | 張德培            | 利奧·貝里斯                  | 雅各·V·伊頓、李班及宋肖恩                                    | 2020年10月12日 |
| 27     | 7           | 戴夫的安魂曲 Requiem or a Dave         | 布里奇特·安德伍德 | 克里斯多福·阿米克及班·梅克勒 | 雅各·V·伊頓、亞斯明·庫達裡及詹姆斯·連恩                      | 2020年10月12日 |
| 28     | 8           | 藏寶 Hidden Treasures                  | 馬特·阿倫斯       | 泰勒·查普林·奧爾西           | 佩林麥克萊恩、西瑪維爾迪及史蒂夫沃克                         | 2020年10月12日 |
| 29     | 9           | 和解舞會 Prahmises                     | 張德培            | 喬安娜·劉易斯及克里斯汀·松科 | 雅各·V·伊頓、李班及宋肖恩                                    | 2020年10月12日 |
| 30     | 10          | 幻獸紀元 Age of the Wonderbeasts       | 布里奇特·安德伍德 | 比爾·沃爾科夫                | 雅各·V·伊頓、亞斯明·庫達裡及詹姆斯·連恩                      | 2020年10月12日 |

## 混音帶
| 奇玻與幻獸的狂想紀元（第一季混音帶） | 奇玻與幻獸的狂想紀元（第一季混音帶） | 奇玻與幻獸的狂想紀元（第一季混音帶）                                                         | 奇玻與幻獸的狂想紀元（第一季混音帶）            | 奇玻與幻獸的狂想紀元（第一季混音帶） |
| 曲序                                 | 曲目                                 | 词曲                                                                                         | Performed by                                    | 时长                                 |
| ------------------------------------ | ------------------------------------ | -------------------------------------------------------------------------------------------- | ----------------------------------------------- | ------------------------------------ |
| 1.                                   | Age of Wonderbeasts                  | 凡妮莎·魯比·桑德伯格                                                                         | 維妮莎·邁克爾斯                                 | 0:28                                 |
| 2.                                   | Grrrl Like                           | Dope聖裘德、彼得·約翰·貝澤伊登豪特                                                           | Dope聖裘德                                      | 2:53                                 |
| 3.                                   | Yumyan Hammerpaw                     | 艾倫·科扎克、比爾·沃爾科夫、多夫·羅森布拉特、杜維德·斯維爾斯基                               | 莉亞·德拉利亞、福原凱倫、賈斯汀·赫胥黎、馬特·洛 | 2:01                                 |
| 4.                                   | Don't Stop Now                       | 丹尼爾·羅哈斯、米歇爾·岡薩雷斯·特爾福德                                                      | 丹尼爾·羅哈斯、米歇爾·岡薩雷斯                  | 2:07                                 |
| 5.                                   | Newton Wolves Rap                    | 班·梅克勒、克里斯多福·阿米克、丹尼爾·羅哈斯、麥克·布朗                                       | GZA、約翰·霍奇曼                                | 2:09                                 |
| 6.                                   | Purple Jaguar Eye                    | 比爾·沃爾科夫、丹尼爾·羅哈斯、麥可·安東尼·西奧尼                                             | 斯特林·K·布朗                                   | 1:52                                 |
| 7.                                   | Fight The War                        | 丹尼爾·羅哈斯、凱瑟琳·格拉、史蒂芬·盧卡奇                                                    | 凱蒂·哈洛                                       | 1:54                                 |
| 8.                                   | What We Have Is You                  | 艾倫·科扎克、比爾·沃爾科夫、多夫·羅森布拉特、杜維德·斯維爾斯基、喬安娜·劉易斯、克里斯汀·松科 | 斯特林·K·布朗、福原凱倫                         | 1:26                                 |
| 9.                                   | Scarlemagne's Waltz                  | 丹尼爾·羅哈斯                                                                                | 丹尼爾·羅哈斯                                   | 0:48                                 |
| 10.                                  | Wolf Chase                           | 丹尼爾·羅哈斯                                                                                | 丹尼爾·羅哈斯                                   | 1:16                                 |
| 11.                                  | Jamack Theme                         | 丹尼爾·羅哈斯                                                                                | 丹尼爾·羅哈斯                                   | 0:40                                 |
| 12.                                  | Timbercats                           | 丹尼爾·羅哈斯                                                                                | 丹尼爾·羅哈斯                                   | 0:42                                 |
| 13.                                  | Megabunny Attack                     | 丹尼爾·羅哈斯                                                                                | 丹尼爾·羅哈斯                                   | 1:09                                 |
| 14.                                  | We Will Find Them                    | 丹尼爾·羅哈斯                                                                                | 丹尼爾·羅哈斯                                   | 2:07                                 |
| 总时长：                             | 总时长：                             | 总时长：                                                                                     | 总时长：                                        | 21:39                                |

| 奇玻與幻獸的狂想紀元（第二季混音帶） | 奇玻與幻獸的狂想紀元（第二季混音帶） | 奇玻與幻獸的狂想紀元（第二季混音帶） | 奇玻與幻獸的狂想紀元（第二季混音帶）       | 奇玻與幻獸的狂想紀元（第二季混音帶） |
| 曲序                                 | 曲目                                 | 词曲                                 | Performed by                               | 时长                                 |
| ------------------------------------ | ------------------------------------ | ------------------------------------ | ------------------------------------------ | ------------------------------------ |
| 1.                                   | Heroes On Fire                       | 丹尼爾·羅哈斯                        | 福原凱倫、西德尼·米凱拉                    | 3:23                                 |
| 2.                                   | Down With Humans                     | 丹尼爾·羅哈斯                        | 約翰·拉維爾                                | 1:28                                 |
| 3.                                   | Play It In My Head                   | 丹尼爾·羅哈斯                        | 丹·史蒂文斯                                | 1:11                                 |
| 4.                                   | Chevre Sisters                       | 丹尼爾·羅哈斯                        | 明迪·史特林、凱·貝絲、克里斯·安東尼·蘭斯頓 | 1:44                                 |
| 5.                                   | Deathstalker Territory               | 丹尼爾·羅哈斯                        | 丹尼爾·羅哈斯                              | 1:20                                 |
| 6.                                   | Humand In Capes                      | 丹尼爾·羅哈斯                        | 丹尼爾·羅哈斯、王馬修                      | 2:15                                 |
| 7.                                   | Family Tale                          | 丹尼爾·羅哈斯                        | 丹尼爾·羅哈斯                              | 2:56                                 |
| 8.                                   | No Anchor                            | 丹尼爾·羅哈斯                        | 丹尼爾·羅哈斯                              | 1:20                                 |
| 9.                                   | King Hugo                            | 丹尼爾·羅哈斯                        | 丹尼爾·羅哈斯                              | 1:05                                 |
| 10.                                  | Heroes On Fire - Karaoke Version     | 丹尼爾·羅哈斯                        | 丹尼爾·羅哈斯                              | 3:21                                 |
| 总时长：                             | 总时长：                             | 总时长：                             | 总时长：                                   | 20:07                                |

| 奇玻與幻獸的狂想紀元（第三季混音帶） | 奇玻與幻獸的狂想紀元（第三季混音帶） | 奇玻與幻獸的狂想紀元（第三季混音帶）       | 奇玻與幻獸的狂想紀元（第三季混音帶） | 奇玻與幻獸的狂想紀元（第三季混音帶） |
| 曲序                                 | 曲目                                 | 词曲                                       | Performed by                         | 时长                                 |
| ------------------------------------ | ------------------------------------ | ------------------------------------------ | ------------------------------------ | ------------------------------------ |
| 1.                                   | The Age of Wonderbeasts              | 凡妮莎·桑德伯格                            | 基利·邦福德、維妮莎·邁克爾斯         | 2:24                                 |
| 2.                                   | Ocean of Love                        | 丹尼爾·羅哈斯、金恩在、利奧·貝里斯、王馬修 | 雷蒙德·J·李                          | 2:12                                 |
| 3.                                   | Drowning                             | 丹尼爾·羅哈斯、金恩在、利奧·貝里斯         | 雷蒙德·J·李                          | 1:21                                 |
| 4.                                   | The Cure                             | 比爾·沃爾科夫、丹尼爾·羅哈斯               | 傑克·格林、約翰·拉維爾               | 1:30                                 |
| 5.                                   | Cruel To The Beat                    | 安德拉·甘特、丹尼爾·羅哈斯                 | 安德拉·甘特                          | 1:42                                 |
| 6.                                   | Yumyan HammerMeow                    | 丹尼爾·羅哈斯                              | 丹尼爾·羅哈斯                        | 1:35                                 |
| 7.                                   | Treetop Butterflies                  | 丹尼爾·羅哈斯                              | 丹尼爾·羅哈斯                        | 1:10                                 |
| 8.                                   | Family Hunt                          | 丹尼爾·羅哈斯                              | 丹尼爾·羅哈斯                        | 1:58                                 |
| 9.                                   | MegaWalrus Attack                    | 丹尼爾·羅哈斯                              | 丹尼爾·羅哈斯                        | 1:02                                 |
| 10.                                  | A World of Wonderbeasts              | 丹尼爾·羅哈斯                              | 丹尼爾·羅哈斯                        | 1:09                                 |
| 11.                                  | Ferris Wheel                         | 丹尼爾·羅哈斯                              | 丹尼爾·羅哈斯                        | 1:54                                 |
| 12.                                  | Scooter Skunks                       | 丹尼爾·羅哈斯                              | 丹尼爾·羅哈斯                        | 0:53                                 |
| 13.                                  | Catch Me                             | 丹尼爾·羅哈斯                              | 丹尼爾·羅哈斯                        | 0:46                                 |
| 14.                                  | It's Really You                      | 丹尼爾·羅哈斯                              | 丹尼爾·羅哈斯                        | 0:59                                 |
| 15.                                  | Mullholland                          | 丹尼爾·羅哈斯                              | 丹尼爾·羅哈斯                        | 2:12                                 |
| 16.                                  | Your Majesty Bee                     | 丹尼爾·羅哈斯                              | 丹尼爾·羅哈斯                        | 0:51                                 |
| 17.                                  | The Brunch Bunch                     | 丹尼爾·羅哈斯                              | 丹尼爾·羅哈斯                        | 1:18                                 |
| 18.                                  | A Second Chance                      | 丹尼爾·羅哈斯                              | 丹尼爾·羅哈斯                        | 0:33                                 |
| 19.                                  | Just One More Time                   | 丹尼爾·羅哈斯                              | 丹尼爾·羅哈斯                        | 1:30                                 |
| 20.                                  | Goodbyes                             | 丹尼爾·羅哈斯                              | 丹尼爾·羅哈斯                        | 0:53                                 |
| 21.                                  | A Safe Zone                          | 丹尼爾·羅哈斯                              | 丹尼爾·羅哈斯                        | 1:07                                 |
| 22.                                  | Las Vistas                           | 丹尼爾·羅哈斯                              | 丹尼爾·羅哈斯                        | 1:53                                 |
| 总时长：                             | 总时长：                             | 总时长：                                   | 总时长：                             | 31:02                                |

## 迴響

### 評價回應
《奇玻與幻獸的狂想紀元》全部三季在爛番茄上的評分都是100%，但評論相對少，無法達成共識。在《io9》節目中，貝絲·埃爾德金 (英語：Beth Elderkin) 將《奇玻》描述為“必看”，並寫道它加入了《神娃之伊莎莉亞戰記》等本片的行列、《神秘小鎮大冒險》和《史蒂芬宇宙》作為一個對許多年齡段具有廣泛吸引力的系列，並突出其音樂和藝術設計。在Collider中，戴夫·特朗博爾 (英語：Dave Trumbore)指出《奇玻》與其他近期女性主導的異世界動畫系列有相似之處，例如《蛙！小安的奇幻之旅》和《奇幻貓頭鷹小屋》，並將其描述為“正在醞釀中的經典”，借鑒了《異塵餘生系列》、《殺神輓歌》、《莫洛博士島》、《猩球崛起》和《愛麗絲夢遊仙境》。全國公共廣播電台認為該劇豐富多彩且有趣，其多樣性使其能夠對性、種族和階級進行評論，結合了《降世神通：最後的氣宗》中的世界建設和包容性以及像“史蒂芬宇宙這樣的節目的核心。”《福布斯》稱奇玻就像「移情史蒂芬·宇宙」一樣，試圖與對手談論他們的感受。
佩特拉娜·拉杜洛維奇 (英語：Petrana Radulovic)為Polygon撰稿，讚賞該系列在標準的奇幻探索任務之下，是「一個充滿活力的馬賽克，具有獨特的世界，擁有多維的角色關係和更深層的潛在情節，以及關於變種和人類之間的緊張關係」。她還指出，班森是全年齡段動畫系列中第一個明確出櫃同性戀的角色，第六集中這一場景的低調風格使其更加值得注意。《io9》的查爾斯·普利亞姆-摩爾 (英語：Charles Pulliam-Moore)同樣寫道，該劇的“休閒酷兒風格非常棒”，因為班森的取向並沒有被視為一個情節點，使奇玻對他的感情複雜化，而是「有明顯的實事求是」，這只是他一方面的性格。Collider的戴夫·特朗博爾 (英語：Dave Trumbore)指出，該劇“以積極的方式探索迅速發展的同性關係”，指的是班森和特洛伊之間的關係。沙姆斯·凱利 (英語：Shamus Kelley)對本季的評論指出，特洛伊和班森之間持續調情，班森試圖給他和他的父親留下深刻印象，稱讚他們的關係“零戲劇性……[和]零潛台詞”，被視為這是“正常的事情，沒有同性戀角色以前受到的任何限制。凱文·約翰遜 (英語：Kevin Johnson)寫道在《奇玻》中，“地球的表面世界確實很危險，每個角色仍然以黑人身份表達，代表著不同的觀點”，探索像《史蒂芬宇宙》這樣的種族探索性別，並願意“探索種族問題的混亂”，相信奇玻可以成為“穿越棘手、令人擔憂的種族問題的燈塔”，就像史蒂芬教導年輕觀眾如何“讓同情心和善意引導他們遇到和處理性別問題。”
《電視指南》稱《奇玻》是一個“想像力豐富的故事”，人物性格多樣。Polygon的佩特拉娜·拉杜洛維奇 (英語：Petrana Radulovic)表示，奇玻就像同名系列的主角史蒂芬·宇宙，因為她想要和平，希望每個人“拋開分歧，討論他們的問題”，並稱之為“分歧的慶祝”。影音俱樂部的香農·米勒 (英語：Shannon Miller)表示，最好將該系列視為「分為三幕的冗長電影」。Gizmodo的貝絲·艾爾德金 (英語：Beth Elderkin)稱班森和特洛伊之間的關係為「完美」。Den of Geek的沙姆斯·凱利 (英語：Shamus Kelley)稱讚班森和特洛伊之間“迷人可愛的浪漫”，並表示他們很高興兩人“在五年的時光跳躍中仍然在一起”。GLAAD稱讚該劇“包容 LGBTQ”，並表示班森的故事“反映了社區的全面多樣性”。

### 影響
2020年6月，《奇玻與幻獸的狂想紀元》的聯合編劇比爾·沃爾科夫 (英語：Bill Wolkoff)表示，他們很幸運，也很高興工作室能夠支持這一項目，希望有一個「年輕、16歲左右的孩子”，同性戀並且並不以此為恥。他也表示希望有第三季，但無法確認是否會發生。除此之外，香農·米勒 (英語：Shannon Miller)撰寫了一篇評論，讚揚了該劇，特別稱班森是「西方化青少年動畫中有意酷兒表現的長期鬥爭的歡樂高潮”，該劇從2010年到2020年取得了進展，同時注意到像《史蒂芬宇宙》、《探險活寶》和《神娃之伊莎莉亞戰記》這樣的節目為「奇玻」鋪了道路。米勒進一步指出ND·史蒂文森和芮貝卡·薛格“在處理酷兒的視覺成分時如何面臨巨大的挑戰。”
2020年10月，影音俱樂部發表了對「奇玻」的雷德福·塞克里斯特和比爾·沃爾科夫的採訪。沃爾科夫在採訪中表示，他們在刻畫班森和特洛伊時並沒有遇到任何障礙，並稱讚ND·史蒂文森、芮貝卡·薛格等創作者「在奇玻出現之前經歷了艱難的戰鬥」。他還指出了他如何在節目《童話鎮》中為同性戀代表而奮鬥，並表示他們將其視為“一個成長故事”，並表示他很高興第一季的劇集“鼠國”對年輕同性戀者，尤其是年輕黑人意義重大。塞克里斯特補充說，當他們把這部劇賣給夢工廠時，當時的開發主管彼得·蓋爾 (英語：Peter Gal)表示，這個角色必須以明確的方式說「我是同性戀」。
同月，亦在《神娃》中為光明仙子配音的福原說，如果《神娃》進入“長篇故事講述”模式，拍攝一部聚焦於講述神弓王子和光明仙子一起長大的電影，那就太酷了。她還暗示，《神娃》和《奇玻》之間可能會發生交叉，因為雖然它們是不同世界的故事，但如果神娃成員來到地球，幫助奇玻擊敗“更大的邪惡”，促使他們團結起來戰鬥，他們就能相遇。

### 獎項
| 年份 | 獎項                   | 類別               | 提名者                   | 結果 | Ref.          |
| ---- | ---------------------- | ------------------ | ------------------------ | ---- | ------------- |
| 2020 | Autostraddle同志艾美獎 | 傑出動畫系列       | 《奇玻與幻獸的狂想紀元》 | 提名 | [ 49 ]        |
| 2021 | 第32屆GLAAD媒體獎      | 傑出兒童與家庭節目 | 《奇玻與幻獸的狂想紀元》 | 提名 | [ 50 ]        |
| 2021 | 大熊座獎               | 最佳劇情片系列     | 《奇玻與幻獸的狂想紀元》 | 提名 | [ 51 ] [ 52 ] |
| 2021 | 第48屆日間艾美獎       | 傑出兒童動畫系列   | 《奇玻與幻獸的狂想紀元》 | 提名 | [ 53 ]        |

## 註解
1. ↑  聯合製作和動畫

## 外部連結
- 在Netflix上觀看《奇玻與幻獸的狂想紀元》
- 互联网电影数据库（IMDb）上《奇玻與幻獸的狂想紀元》的资料（英文）
- Kipo And The Age Of Wonderbeasts (Season 3 Mixtape) （页面存档备份，存于） on Spotify